# Affreschi della cappella del Tesoro di san Gennaro

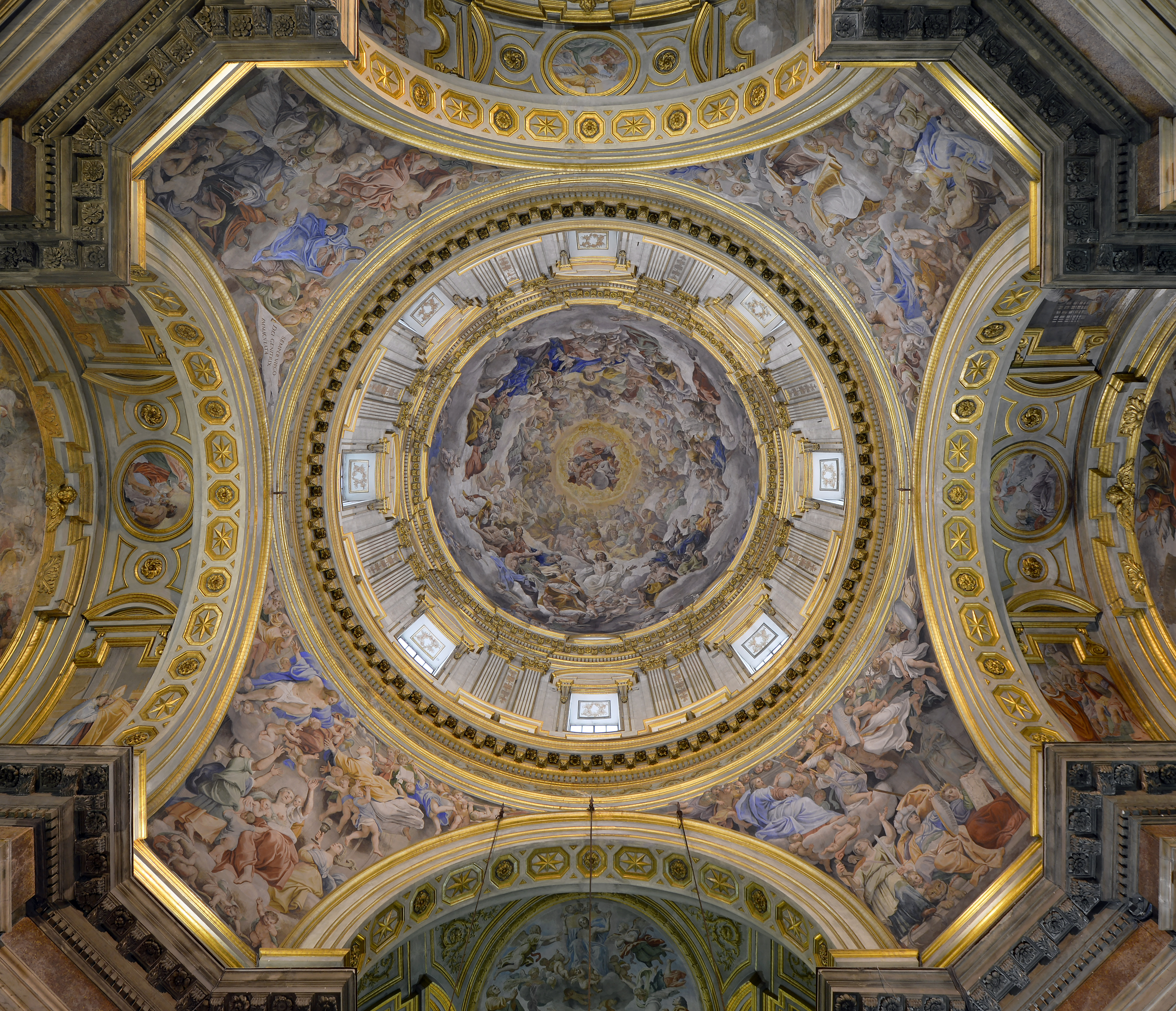
Vista della cupola con il Paradiso di Giovanni Lanfranco e ai pennacchi Storie su San Gennaro del Domenichino

Gli affreschi della cappella del Tesoro di san Gennaro sono un ciclo di affreschi barocchi databili dal 1631 al 1643 compiuti dal Domenichino e Giovanni Lanfranco per le volte e la cupola della reale cappella del Tesoro di san Gennaro del duomo di Napoli.
Si tratta di una delle più rilevanti espressioni pittoriche locali nonché centro del barocco romano-emiliano a Napoli.

## Storia
Su indicazione dei consiglieri romani, l'istituzione civica nata per volere popolare con lo scopo di seguire i lavori di edificazione della reale cappella del Tesoro di san Gennaro, denominata Deputazione, decise in un primo momento di affidare i lavori di decorazione delle volte e della cupola a Giuseppe Cesari detto il Cavalier d'Arpino. Il pittore laziale, affermatosi a Roma sotto il pontificato di Clemente VIII Aldobrandini e tra i più richiesti ancora al tempo di Paolo V Borghese, venne contattato nel settembre 1616 e dopo che i deputati furono costretti a sollecitarlo più volte si presentò solo nel 1618. Il contratto venne stipulato il 7 marzo del 1618 e il Cavalier d'Arpino si impegnò a iniziare quanto prima il lavoro assegnatogli, ma l'endemica lentezza unita ai troppi impegni assunti lo tenne lontano da Napoli senza dare alcun segnale di vita alla Deputazione che a quel punto si rivolse nel 1620 a Guido Reni.

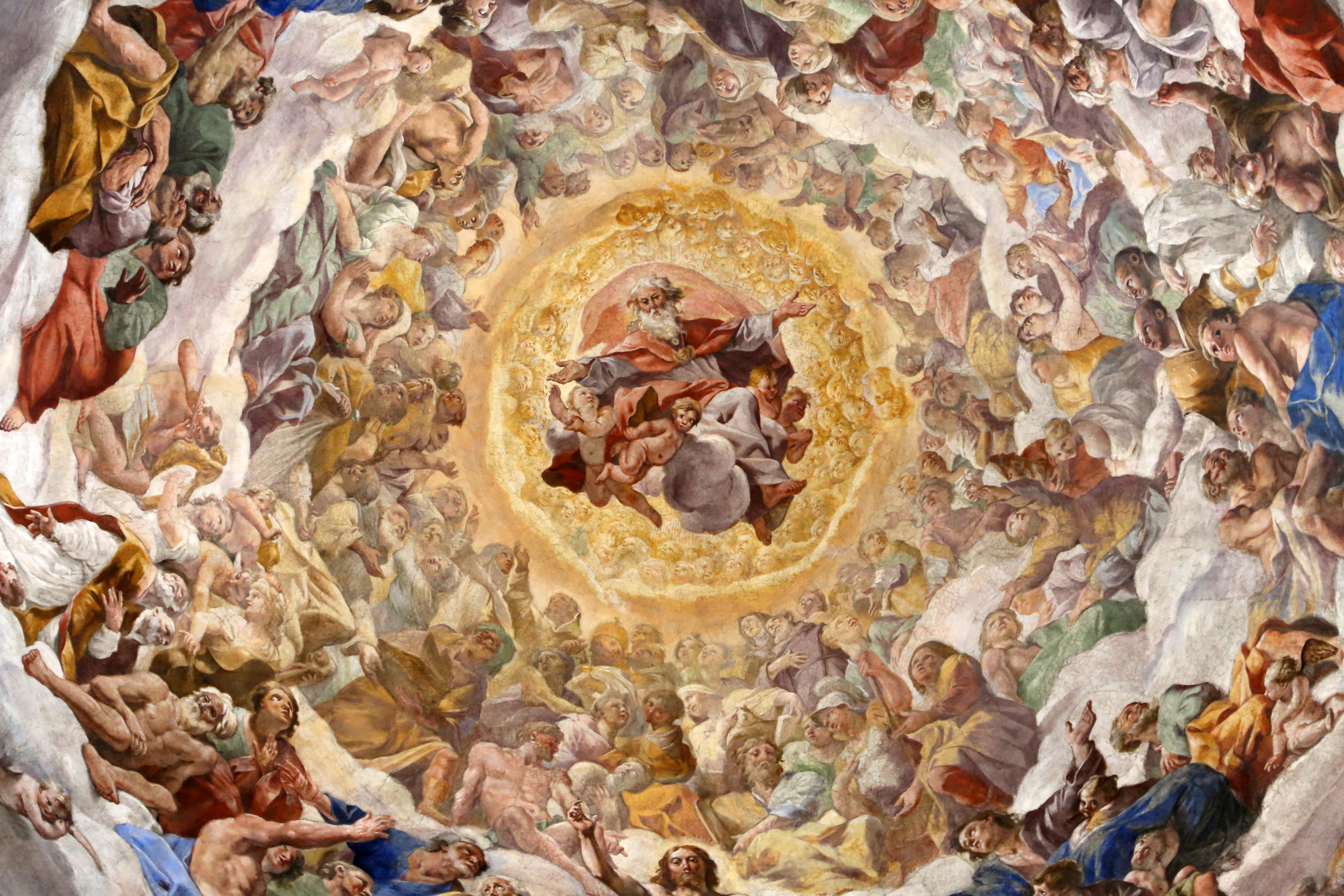
Dettaglio del Paradiso di Lanfranco

Il Cavalier d'Arpino tentò invano di recuperare con la Deputazione inviando degli emissari a Napoli, ma era ormai troppo tardi. Dopo un'estenuante trattativa economica Guido Reni rifiutò l'incarico a causa di pressioni e minacce avanzate da alcuni artisti locali, che arrivarono addirittura al ferimento di un suo collaboratore, i quali non intendevano farsi sfuggire l'occasione di lavorare ad un luogo di tale importanza. Il gruppo intimidatorio, definito cabala di Napoli, era formato dai pittori locali Battistello Caracciolo, Belisario Corenzio e Jusepe de Ribera ed intendeva disincentivare i pittori stranieri dall'accettare l'incarico alla reale cappella, luogo troppo importante per la cultura napoletana e quindi altamente appetibile per i pittori del posto. Così l'antica istituzione decise allora di chiamare all'opera il pittore Fabrizio Santafede che a sua volta chiamò al suo fianco Battistello Caracciolo ed il bolognese Francesco Gessi, collaboratore di Guido Reni. Tuttavia i loro lavori non piacquero alla Deputazione; il Santafede morì, Caracciolo e Gessi furono licenziati e la Deputazione decise il 2 dicembre 1628 di indire una sorta di gara d'appalto che comprendesse anche i pittori di scuola napoletana, fino ad allora esclusi dal progetto.
Alla richiesta avanzata non vi fu nessuno che rispose felicemente alle aspettative dell'istituzione. Nel 1630 la Deputazione prese contatti con un altro pittore bolognese, Domenico Zampieri, detto il Domenichino, al quale chiese un test che il pittore bolognese realizzò in pietra sanguigna raffigurante il Martirio di San Gennaro, nei pressi del Vesuvio e la solfatara di Pozzuoli. Il quadro, seppur semplice e che oggi è conservato ed esposto nel Museo del Tesoro di san Gennaro, piacque alla Deputazione tant'è che l'11 novembre 1631 fece sottoscrivere il contratto al pittore emiliano.
Scoperti i primi affreschi nel 1633, il Ribera li osservò con molta critica, giudicando il Domenichino non un buon pittore, poiché sapeva solo disegnare ma non colorare. Seppur sempre in un contesto di minacce e pericoli, portando il pittore addirittura a fuggire in un primo momento (nel 1634) a Frascati per poi far ritorno a Napoli solo su pressione della Deputazione, che per costringerlo al rientro gli sequestrò la famiglia rimasta a Napoli, il Domenichino riuscì ad eseguire la maggior parte degli affreschi commissionatigli fino alla sua morte improvvisa, avvenuta nel 6 aprile del 1641 per avvelenamento, probabilmente organizzato dalla cabala (Ribera, Corenzio e Caracciolo). A quella data il pittore aveva terminato gli affreschi nelle lunette degli altari e nei pennacchi della cupola, con le Storie della vita di San Gennaro. Dopo due giorni dalla sua morte, venne invece a sostituirlo nei lavori interni alla cupola, ancora bianca, Giovanni Lanfranco, altro pittore di scuola emiliana già attivo a Napoli, che si occupò di compiere la scena del Paradiso completandola nel 1643.

## Descrizione

### Lunette e sottarchi

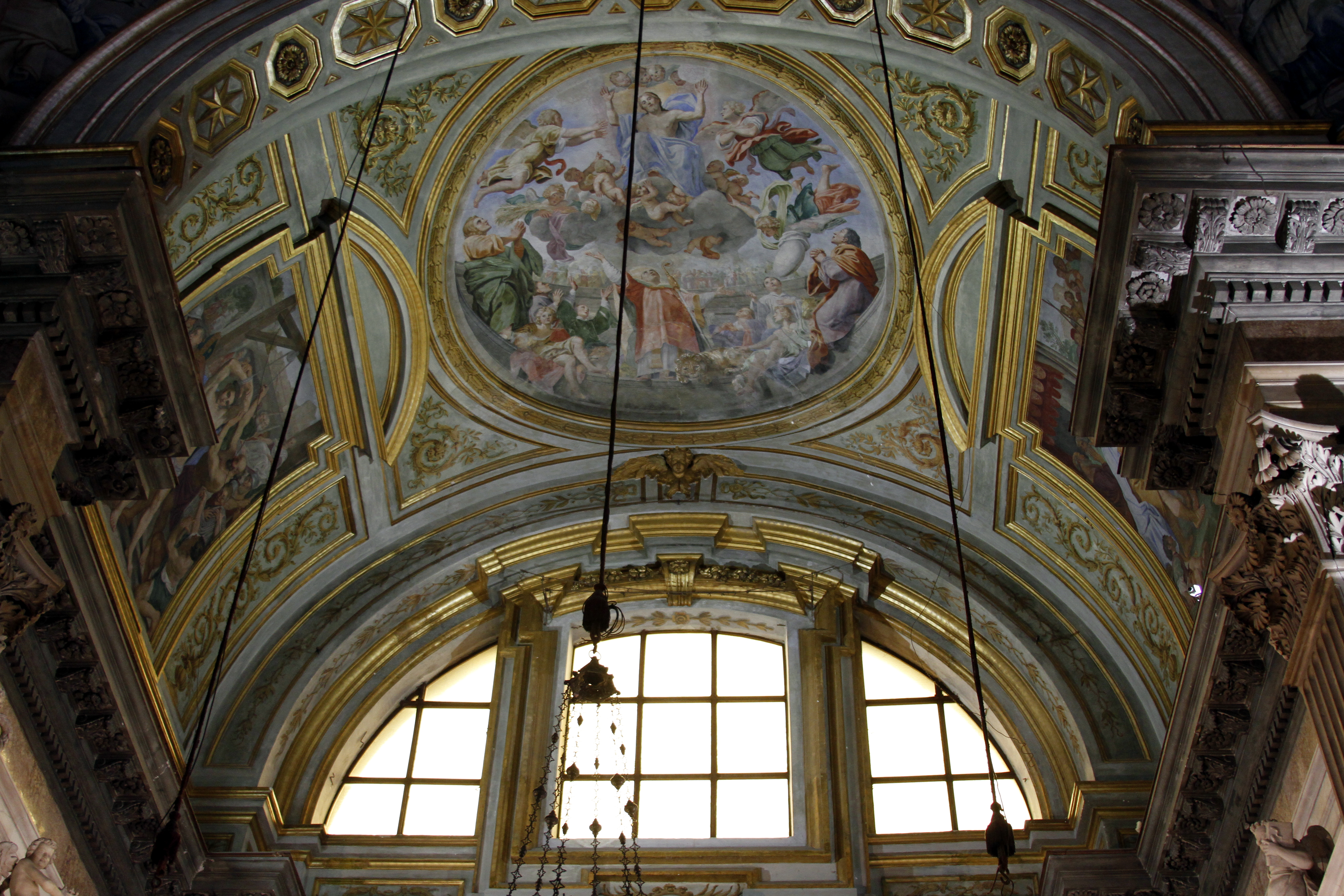
Gli affreschi del Domenichino nel sottarco dell'altare maggiore

Tutto l'ambiente è affrescato nella parte alta con scene della vita di san Gennaro: l'intero apparato decorativo sulle pareti laterali della cappella è terminato tutto nel 1633.
Le pareti laterali e dell'ingresso vedono storie ritratte sia nelle lunette frontali che nei sottarchi, dove sono raffigurate tre scene scandite su due riquadri laterali e su un tondo centrale. Nella lunetta d'ingresso è il San Gennaro che ferma il Vesuvio mentre nel sottarco sono raffigurati l'Eusebia che raccoglie il sangue del santo, il Medico che mostra la benda del santo dopo il martirio e la Consegna della benda del martirio al mendicante. A sinistra sono San Gennaro condotto al martirio con i compagni Festo e Desiderio nella lunetta e il Mendicante che mostra la benda agli scettici, il Mendicante che riceve la benda da san Gennaro, e l'Incontro tra san Gennaro e san Sossio nel sottarco. A destra sono San Gennaro che libera Napoli dai saraceni (lunetta) e la Traslazione delle reliquie del Santo, la Visione del martirio del santo da parte della madre e il Santo visitato in carcere da Festo e Desiderio (sottarco).
Nella volta dell'altare frontale, privo di lunetta, sono raffigurate tre scene nel sottarco (di dimensioni maggiori rispetto a quelle degli altri tre sottarchi), quindi il Tormento del santo, San Gennaro nell'anfiteatro di Pozzuoli e San Gennaro che dona la vista al tiranno Timoteo.

### Cupola
Il ciclo di affreschi della volta si caratterizza per la sua composizione figurativa e cromatica tipicamente barocca, quindi con colori accesi e illuminati, con figure affollate tra loro accompagnate da putti per dare un senso ancor più caotico alla scena.
Sono di mano del Domenichino gli affreschi sulla Vita di San Gennaro, completati nel 1641 e che trovano posto nei quattro pennacchi della cupola, accompagnati nella composizione da allegorie e virtù che rimandano alla vita del santo, con anche la raffigurazione di oggetti a lui riconducibili. Le scene sono, da sinistra a destra in senso orario partendo da quello più vicino all'ingresso in cappella: la Vergine che intercede per Napoli (con la rappresentazioni in basso alla scena delle virtù della città: Devozione per la Vergine, Fiducia in San Gennaro, Zelo contro le eresie e  Penitenza); l'Incontro di san Gennaro con Cristo nella Gloria Celeste (con la raffigurazione in basso di virtù teologali); il Cristo ordina a San Gennaro di difendere Napoli (con in basso la Fortezza, la Fiducia e la Munificienza che recano la pianta della cappella); il Patrocinio dei santi Gennaro, Agrippina e Agnello Abate (con in basso, la Religione, Carità e Penitenza).
L'impianto stilistico della scena del Paradiso compiuta da Giovanni Lanfranco nel 1643 all'interno della cupola riconduce senza dubbio all'altra opera dello stesso pittore compiuta nella basilica di Sant'Andrea della Valle di Roma nel 1625 circa, o probabilmente anche a quella perduta della chiesa del Gesù Nuovo di Napoli, eseguita nel 1635 circa. L'impostazione vede un senso prospettico proiettato verso l'alto, in cui è centrale la figura dell'Eterno. Sotto di esso vortici di nuvole, putti, personaggi biblici e santi donano un senso caotico alla scena, caratterizzata alla base, di lato ai finestroni, da coppie di Virtù, nella prima fascia di figure invece, su due lati opposti sono il Cristo benedicente, con ai piedi il San Gennaro in posa inginocchiata, e la Vergine.
| Foto | Titolo                                                  | Anno | Autore             |
| ---- | ------------------------------------------------------- | ---- | ------------------ |
|      | Vergine che intercede per Napoli                        | 1641 | Domenichino        |
|      | Incontro di San Gennaro con Cristo nella Gloria Celeste | 1641 | Domenichino        |
|      | Cristo ordina a San Gennaro di difendere Napoli         | 1641 | Domenichino        |
|      | Patrocinio dei santi Gennaro, Agrippina e Agnello Abate | 1641 | Domenichino        |
|      | Paradiso                                                | 1643 | Giovanni Lanfranco |